# اتفاقية المرسى

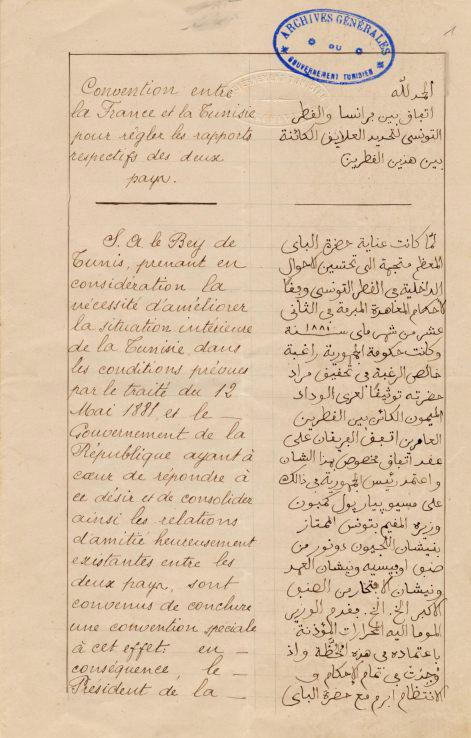
الصفحة الأولى من اتفاقية المرسى

اتفاقية المرسى كانت بين باي تونس علي باشا بايوالمقيم العام الفرنسي بول كانبون وذلك بتاريخ 8يونيو(حزيران) 1883م أي بعد حوالي سنتين من فرض الحماية الفرنسية في تونس 12ماي 1881م. وقد عمقت هذه الاتفاقية الهيمنة الفرنسية على البلاد التونسية، بعد أن استتب الأمن وتراجع حركة المقاومة وسميت بالمرسى: نسبة إلى إحدى ضواحي العاصمة التونسية، حيث تم التوقيع على.

## نص الاتفاقية
لما كانت عناية الباي متجهة إلى تحسين الأحوال الداخلية في القطر التونسي وفقا لأحكام المعاهدة المبرمة في الثاني عشر من شهر ماي سنة 1881م وكانت حكومة الجمهورية راغبة في تحقيق مراده توثيقا لعرى الوداد الميمون الكائن بين القطرين العامرين اتفق الفريقان على عقد اتفاق بخصوص هذا الشأن.

## الفصول
اعتمد رئيس الجمهورية في ذلك على السّيد«بيار بول كامبون» وزيره المقيم بتونس. فقد الوزير المومأ إليه المحررات المؤذنة باعتماده في هذه الخطة وإذ وجدت في تمام الإحكام والانتظام مع الباي المعظم الشروط المبينة في الفصول الآتية:

### الفصل الأول
لما كان الباي أن يسهّل للحكومة الفرنساوية إتمام حمايتها تكفّل بإجراء الإصلاحات الإدارية والعدلية والمالية التي ترى الحكومة المشار إليها فائدة في إجرائها.

### الفصل الثاني
الحكومة الفرنساوية تضمن قرضا يعقده الباي لتحويل أو لدفع الدين الموحد البالغ 125 مليون فرانك والدين السائر الذي لا يمكن أن يتجاوز قدره 17.550.000 فرانك ولكنها هي التي تختار الزمن والشروط الموافقة لذلك. وقد تعهد الباي أن لا يعقد قرضا في المستقبل لحساب الإيالة التونسية دون إذن الحكومة الفرنساوية.

### الفصل الثالث
يأخذ الباي من مداخيل المملكة: أولا المبالغ اللازمة للإقامة بمقتضيات القرض الذي تضمنه فرانسا. ثانيا: راتبه السنوي الملوكي وقدره مليونان من الريالات التونسية، أي 1.200.000 فرانك وما زاد على ذلك يعين لمصاريف إدارة الإيالة ودفع مصاريف الحماية.

### الفصل الرابع
هذا الاتفاق مكمل ومثبت للمعاهدة المبرمة في 12 من شهر ماي سنة 1881 فيما يحتاج منها إلى التثبيت والتكميل ولا تتغير به التراتيب التي سبق وضعها فيما يتعلق بتقرير الغرامة الحربية.

### الفصل الخامس
يعرض هذا العقد على الحكومة الفرنساوية لتوقعه وتعاد حجة التوقيع إلى الباي بما أمكن من السرعة.
وإيذانا بصحة ما تقدم حرّر هذا الرسم وختمه الموقعان بختميهما.
علي باشا باي
بول كانبون